# Pierre de Fontaines
Pierre de Fontaines (né à Fontaines en Bourgogne et mort vers 1140) est un cardinal français du XIIe siècle.

## Biographie
Pierre de Fontaines est en correspondance avec le futur saint Bernard de Clairvaux.
Le pape Calixte II le crée cardinal lors du consistoire de janvier 1120.  Le cardinal de Fontaines est légat à Cluny avec l'archevêque Humbaud de Lyon, pour procéder contre l'abbé Pons et la légation anathématise l'abbé. Il rejoint l'obédience de l'antipape Anaclet II et est déposé par le pape Honoré II. En 1136, Pierre de Fontaines retourne à l'obédience du pape Honoré II et est rétabli.

## Note
1. ↑  Il ne faut pas le confondre avec le magistrat et juriste du XIIIe siècle Pierre de Fontaines.